# 纒向勝山古墳
纒向勝山古墳（まきむくかつやまこふん）は、奈良県桜井市の纒向古墳群に属する古墳。2006年1月26日、纒向古墳群の一つとして国の史跡に指定された。

## 概要
- 所在地：桜井市東田（ひがいだ）町字勝山
- 埋葬者：不明
- 築造時期：古墳時代前期初頭
- 墳　形：前方後円墳（葺石・埴輪なし）
- 規　模：全長約115メートル、後円部径約70メートル、前方部長約45メートル、くびれ部幅26メートル[1]、後円部の高さ約7メートル。周濠幅約25メートル[1]。勝山古墳

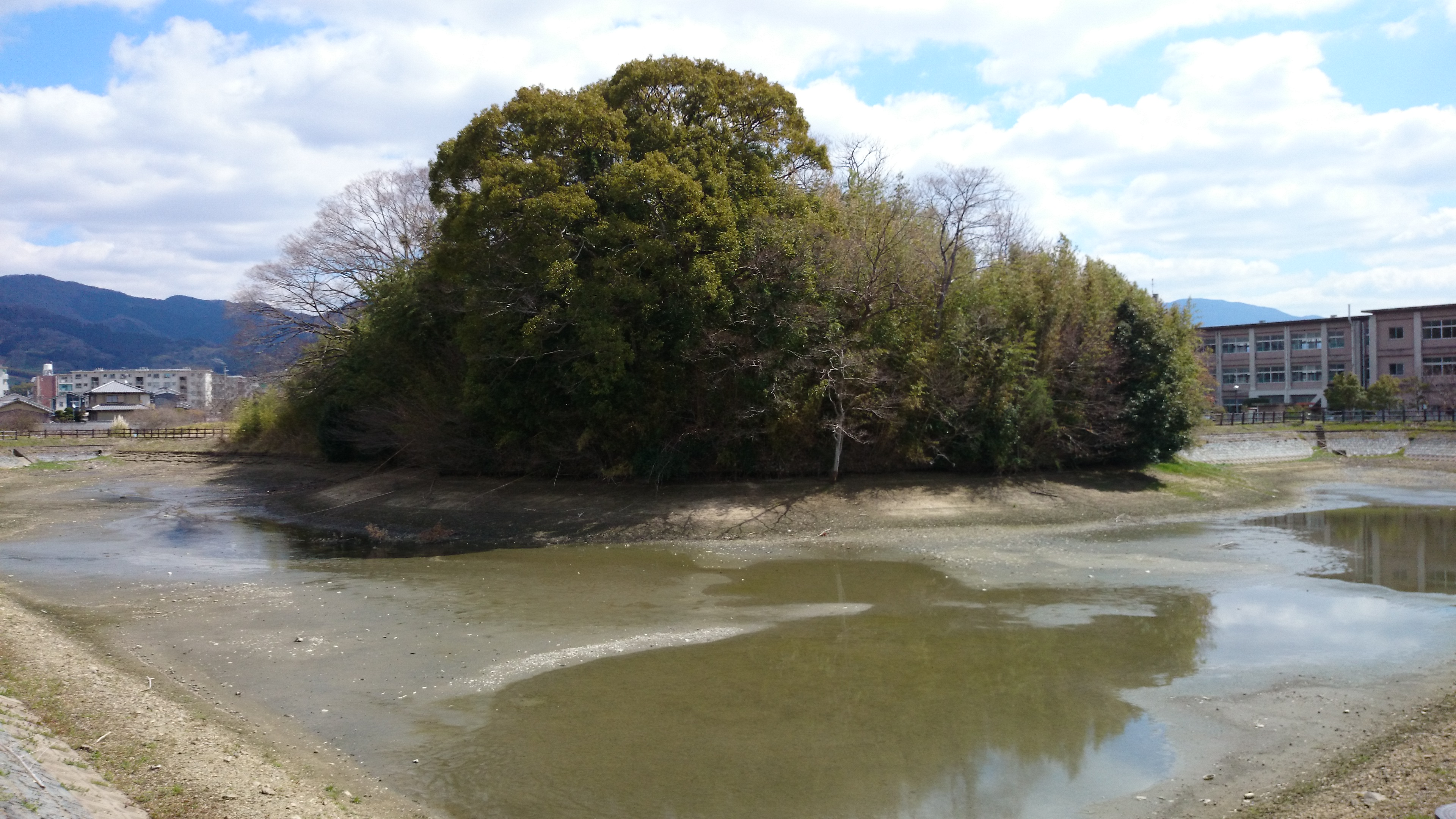
勝山古墳

- 埋葬施設：未調査のため詳細不明。
- 出土遺物：主として周濠部より出土。
  - 木製の刀剣把手
  - 団扇
  - 槽等の祭祀具
  - Ｕ字形木製品（くびれ部の周濠から出土）
  - 土師器（布留0式土器）

## 年輪年代測定
- 2001年（平成13年）5月30日。第4次調査において周濠くびれ部埋土中より検出されたヒノキ板材を奈良文化財研究所埋蔵文化財センターにて年輪年代測定の結果、伐採年代は、新しく見積もっても西暦210年頃と推定されることが判明する。ただしこれは伐採時の年代であり、その後の築造との関連や材の使用・投棄の時期との関連が不明である[2]。
- 年輪年代測定以前は、周濠跡からの布留0式土器の出土により土器編年を利用し年代基準を決定していた。土器編年による年代は西暦300年前後。
- 同じく周濠跡からは布留0式よりも旧い庄内2式期土器が出土している。土器編年による年代は3世紀前半。ただしこれも周濠跡からの出土のため築造時期の決め手に欠いている[2]。

## 埋葬者
新聞の掲載によると、卑弥呼の父 → 曾祖父  の墓ではないかという説があがっている。